# Левая Ажарма
Левая Ажарма — река в России, протекает по Енисейскому району Красноярского края. Устье реки находится в 30 км по левому берегу реки Ажарма. Длина реки составляет 28 км. В 3 км от устья, по правому берегу реки впадает река Окунёвая. В 9 км от устья, по правому берегу реки впадает река Пылосовка.

## Данные водного реестра
По данным государственного водного реестра России относится к Верхнеобскому бассейновому округу, водохозяйственный участок реки — Обь от впадения реки Васюган до впадения реки Вах, речной подбассейн реки — Васюган. Речной бассейн реки — (Верхняя) Обь до впадения Иртыша.